# Xanthos (stad)
Xanthos (Grieks: Ξάνθος) of Xanthus (Latijn) is een antieke stad in Lycië in het zuidwesten van Turkije (in de huidige provincie Antalya). De locatie ligt aan de gelijknamige rivier (tegenwoordig Koca Çayı). In het Lycisch heette de stad Arñna en in het Hettitisch Awarna.

## Geschiedenis

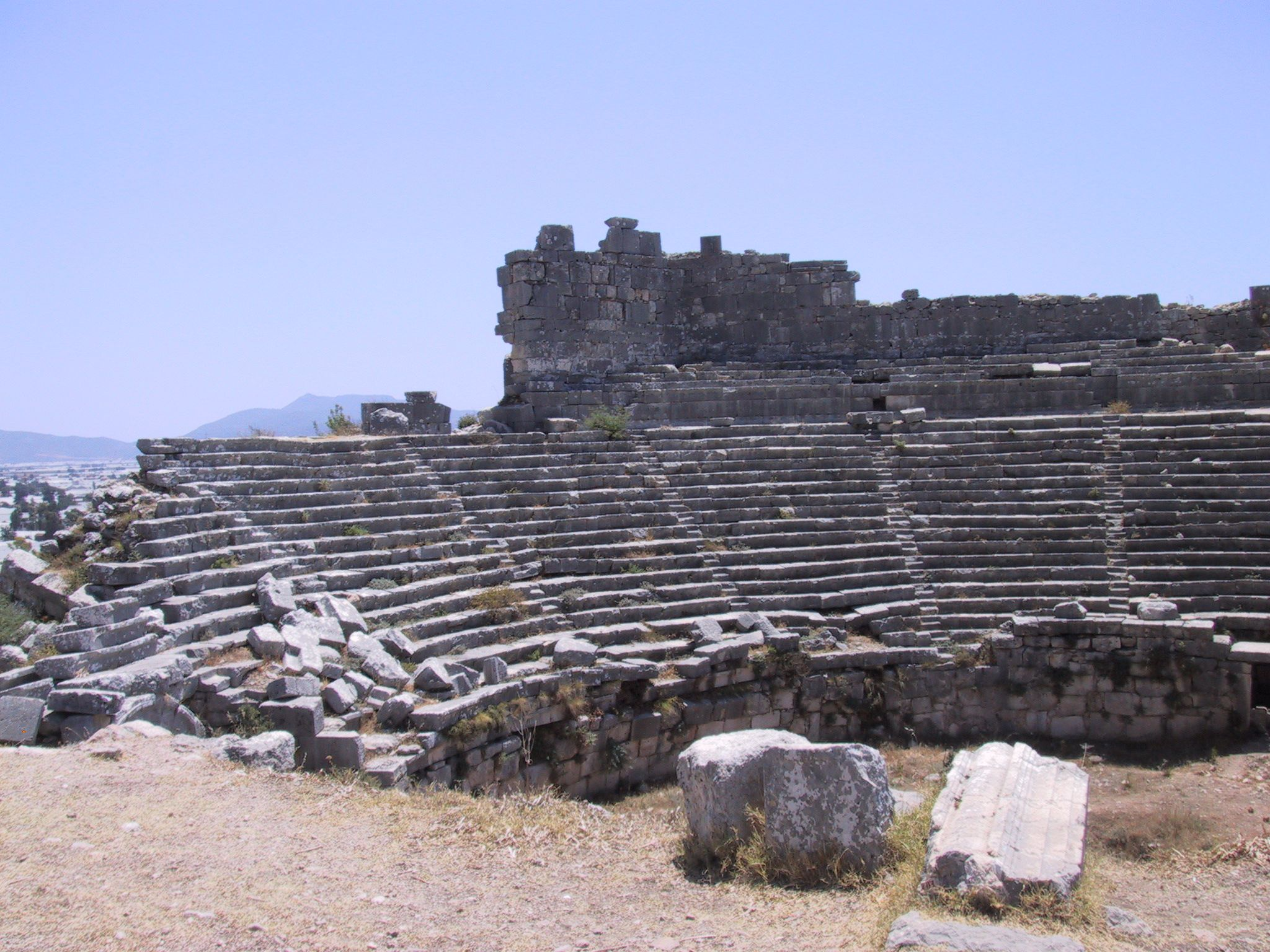
Het theater van Xanthos

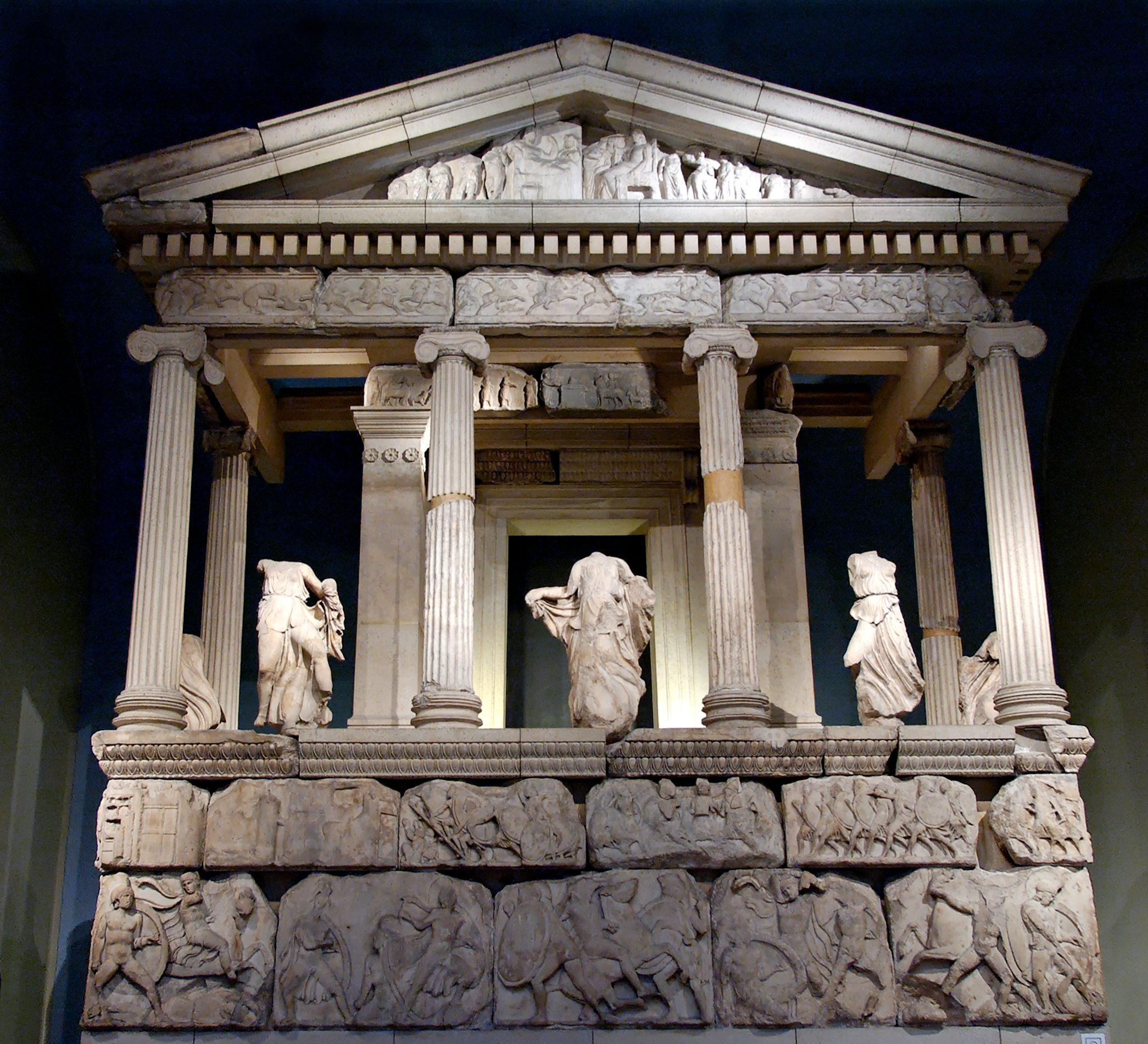
Gereconstrueerd Nereïdenmonument uit Xanthos, in het British Museum

Xanthos is gesticht door de Lyciërs, een Indo-Europees volk met een eigen taal, het Lycisch. De Hettitische koningen hadden veel met hen te stellen en van Tudhaliya IV is bekend dat hij (rond 1215 v.Chr.) de stad Awarna onderwierp. Uit een aantal andere genoemd steden blijkt dat het hier om Lycië ging.
Al vóór de 7e eeuw v.Chr. woonden er ook Griekse kolonisten. Toen de Perzen in 546 v.Chr. heel Klein-Azië overrompelden, belegerden ze Xanthos. Daarop brachten de Xanthiërs hun vrouwen en kinderen, bezittingen en slaven bijeen in de burcht en staken die in brand. Zelf trokken ze vervolgens ten strijde en vochten tot de laatste man (volgens de beschrijving van Herodotus 1, 176). Zo werd de stad in 545 v.Chr. door de Perzen ingenomen. Alexander de Grote nam de stad in de winter van 334/333 v.Chr. in. Vervolgens viel de stad afwisselend onder Ptolemaeïsche en Seleucidische invloed en viel in 188-168 v.Chr. onder het gezag van Rhodos.
Vanaf 168 v.Chr. viel de stad onder de Romeinse invloedssfeer. De stad was min of meer onafhankelijk en werd een van de belangrijkste zes steden van de Lycische Bond, en was als zodanig in de hellenistische en vroeg-Romeinse tijd zelfs ‘de hoofdstad’ van Lycië. In de Romeinse burgeroorlog na de moord op Julius Caesar had de stad weer zwaar te lijden. Nadat het leger van de Bond in 42 v.Chr. werd verslagen in de strijd tegen Brutus, bood Xanthos verbeten weerstand, maar werd uiteindelijk ingenomen waarbij de inwoners voor de tweede keer collectief zelfmoord pleegden en hun stad geheel werd verwoest. Een jaar later liet Marcus Antonius de Lyciërs de stad weer opbouwen en gaf hij Lycië als enige regio in Klein-Azië onafhankelijkheid. Ten tijde van keizer Nero werden Lycië en Xanthos na onlusten alsnog ingelijfd bij het Romeinse Rijk. De stad bleef bewoond tot in de Byzantijnse tijd; de resten van een klooster en een basiliek uit deze tijd zijn bewaard.
De stad werd in 1838 herontdekt door Charles Fellows. Hij bracht 70 kisten met reliëfs en sarcofagen aan boord van het schip H.M.S. Beacon, die hij verscheepte naar het British Museum. Sinds 1988 staan Xanthos en het nabijgelegen Letoön op de Werelderfgoedlijst van de UNESCO.

## Monumenten
De belangrijkste bezienswaardigheden zijn de Lycische grafmonumenten. Bij het Romeinse theater staat het Harpijenmonument (begin 5e eeuw v.Chr.), een grafkamer op een hoge monolithische pilaar, zo genoemd door Charles Fellows vanwege de reliëfs van fabelfiguren. Waarschijnlijk gaat het niet om harpijen, maar om afbeeldingen van de voorouders die geschenken krijgen aangeboden van hun nakomelingen. Ter plaatse zijn gipsafgietsels te zien van de originelen die zich in het British Museum bevinden. Het grootste Lycische grafmonument is het Nereïdenmonument (4e eeuw v.Chr.) dat zich in zijn geheel in het British Museum bevindt. Tot de andere grafmonumenten behoort de pijler van een graf die geheel is beschreven met een inscriptie in de Lycische taal.
Tot de overige resten behoren het Romeinse theater, de agora (marktplein) uit de Romeinse tijd en een ereboog voor Vespasianus.

## Letoön
Net ten zuiden van Xanthos ligt Letoön. Het vormde het hoofdheiligdom van de Lycische Bond. In de Griekse en Romeinse mythologie geldt het als de plaats waar het verhaal van de Lycische boeren, beroemd door de beschrijving van Ovidius (Metamorphosen 6, 313-381), zich afspeelde. Toen de godin Leto met haar kinderen Apollo en Artemis, uitgeput en op de vlucht voor Hera, hier water wilde drinken bij een bron, werd ze weggejaagd door boeren die ze voor straf in kikkers veranderde.
Er zijn ter plaatse nog de resten over van drie tempels uit de 5e tot de 1e eeuw v.Chr., die in 1962 door Franse archeologen zijn opgegraven, en verder onder meer van een hellenistisch theater.